# Grøndals Sogn
Grøndals Sogn er et sogn i Valby-Vanløse Provsti (Københavns Stift). Sognet ligger i Københavns Kommune. I Grøndals Sogn ligger Grøndalskirken.
I Grøndals Sogn findes flg. autoriserede stednavne:
- Grøndal (bebyggelse)